# Paruline à front blanc
Myioborus albifrons
Espèce
Statut de conservation UICN

 NT  : Quasi menacé
La Paruline à front blanc (Myioborus albifrons) est une espèce de passereaux du Venezuela appartenant à la famille des Parulidae.

## Distribution et habitat

Carte de répartition de l'espèce (en vert).

La Paruline à front blanc habite les forêts montagneuses et les lisières forestières de la Cordillère des Andes dans l'ouest du Venezuela.  Elle fréquente les zones entre 2 200 m et 3 200 m d'altitude.

## Conservation
La déforestation et la fragmentation de l'habitat qui en résulte menacent les populations de cette paruline.